# Academia Petrina
Academia Petrina — учебное заведение, основанное герцогом Курляндии и Семигалии Петром Бироном в Митаве (ныне Елгаве) в 1775 году, первое высшее учебное заведение на территории современной Латвии. После присоединения Курляндии к Российской империи проиграло в конкуренции Дерпту, где Александр I открыл университет для балтийской молодёжи. Академия действовала до 1806 года, когда была переименована в Gymanasium illustre, а в 1837 году — в Митавскую мужскую гимназию.

## Предыстория создания
Задолго до создания Академии в Риге уже с 1528 года действовала Рижская Домская школа, реорганизованная в 1594 году, Рижское иезуитское училище (1583—1621), Рижская академическая гимназия (1631—1656, 1678—1710) и Королевский лицей Карла XI (1675—1710, восстановлен в 1733). Идея создания университета в Риге или его переноса из Пярну или Дерпта так и не была воплощена с 1583 года до начала XVIII века, хотя научная деятельность развивалась довольно активно.
Однако Рижская академическая гимназия, учреждённая в 1631 году Рижским ратом с разрешения шведского короля Густава II Адольфа, работала довольно эпизодически, с большими перерывами после нападения Алексея Михайловича и Большой чумы. Это была трёхклассная гимназия, дополнение к Рижской Домской школе, главной задачей которой было готовить рижан по теологии и юриспруденции для дальнейшего обучения в немецких землях. Её главными действующими лицами были профессора теологии и высокопоставленные лютеранские функционеры Герман Самсон и Иоганн Бревер, которые наукой не интересовались.
Незадолго до Северной войны в Рижской академической гимназии работал профессор юриспруденции и математики Иоганн Меллер (Johans Pauls Mellers (Möller)), который провёл ряд астрономических наблюдений, в том числе затмения Луны. В это время в гимназии проходили научные диспуты по физике, астрономии, философии. Преподаватели Рижской академической гимназии Самсон и Гефельн были первыми, кто носил в Риге профессорское звание.
Также созданный шведскими властями Карлов лицей, возобновлённый при Анне Иоанновне (в 1733), был учебным заведением довольно высокого уровня, где работали востоковед Иоганн Упендорф, историки Арндт и Бротце. Преподавателями Рижской Домской школы были Линднер, Шдегель, Снелль, Зонтаг, Гердер, многие из которых стали профессорами немецких университетов. Однако в целом работа рижских учёных была преимущественно педагогической, а не научной.

## Основание Академии

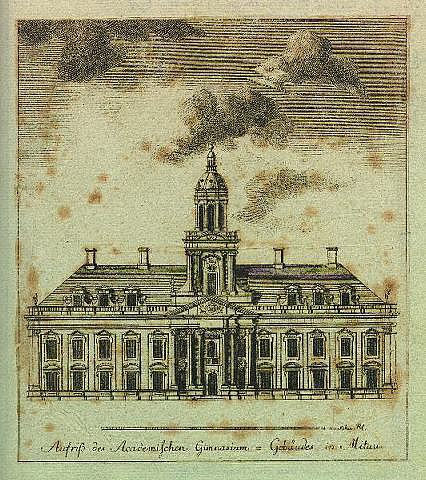
Academia Petrina

Под влиянием идей философии Просвещения герцог Пётр Бирон на ландтаге заявил, что собирается основать в Митаве академическое учебное зваведение для распространения образования в своём герцогстве. До этого в Митаве существовала только школа иезуитов, где подробно изучались гуманитарные дисциплины, такие, как риторика, грамматика и поэтика, однако в 1759 году иезуиты были изгнаны из Митавы, и школа прекратила своё существование.
Утверждается, что первоначальное намерение состояло в том, чтобы создать в Митаве полноценный университет со всеми четырьмя факультетами. От этого плана отказались из-за зависимости Курляндии от католически-польского сюзеренитета; университет не мог быть основан без согласия и подтверждения папы, и было неясно, можно ли было получить одобрение на создание протестантского богословского факультета. Поэтому было решено основать академическую гимназию, которая бы пользовалась всеми правами университета, за исключением привилегии присвоения академических отличий.
Академик Янис Страдыньш инициативу герцога Петра называл «созданием университета сверху», подобно тому, как это сделал император Пётр I: курляндское рыцарство не поддерживало своего суверена, не желая давать деньги на содержание учебного заведения и предпочитая обучать свою молодежь в Кёнигсберге или Риге.
Идея создания академии зародилась среди елгавских и кенигсбергских масонов, а выдвинул её советник герцога, потомок гугенотов Фридрих Вильгельм Резон.
План основания академии было поручено разработать берлинскому педагогу и просветителю, академику Иоганну Георгу Зульцеру, который предложил сформировать два класса. Первый — класс литературы, в котором углублённо изучались бы немецкий, латинский и древнегреческий языки, а также мифология, география, история и изучение древности. Второй — класс наук, в котором особое внимание уделялось бы математике, физике, естественнонаучным дисциплинам, а также истории, праву и ораторскому искусству. План Зульцера получил одобрение, и процесс формирования академического состава начался. Предполагалось, что обучение в каждом классе длилось бы два года, а педагогическую работу проводили бы девять преподавателей (теологии, права, философии, физики, математики, истории, латинского языка, риторики, древнегреческого языка), которые должны были преподавать на немецком, французском и английском языках. Также в академии изучались музыка, искусство танцев, фехтование и верховая езда.

## Сведения об Академии
8 июня 1772 года Пётр Бирон подписал указ об основании высшего учебного заведения — Митавской академической гимназии, утверждённый сюзереном герцога польским королём Станиславом Понятовским.
Днём основания академии считается 8 июня 1775 года, а торжественная церемония открытия первого высшего учебного заведения в истории герцогства Курляндского состоялась в день Петра и Павла — 29 июня 1775 года. Позднее гимназия получила название Academia Petrina в честь своего основателя и первого ректора.
Академия получила свободы и привилегии Краковского или Кёнигсбергского университета, но не имела прав протестантского университета.
Номинально должность ректора постоянно занимал Пётр Бирон. При этом в начале каждого года менялись проректоры. Первым проректором стал курляндский естествоиспытатель, профессор права Иоганн Готфрид Мельхиор Безеке; впоследствии он ещё несколько раз занимал должность проректора. Заработная плата профессора этого учебного заведения варьировалась в диапазоне от 500 до 800 альбертовских талеров, а оклад учителя достигал 250—300 альбертовских талеров. В первом учебном семестре 1775 года учёбу в Петровской академии начали 17 студентов, а во втором — уже 28. До 1795 года (присоединение Курляндии к Российской империи) академию закончил 241 воспитанник, из которых 32 были иностранцами.

## Имперский период
В 1795 году Митава стала главным городом Курляндской губернии. Academia Petrina должна была быть преобразована в университет. И курляндское рыцарство уже получило нужные обещания в Петербурге; даже Иоганн Генрих Кант (1735—1800), пастор в Митаве, уговаривал своего брата Иммануила Канта переехать из Кёнигсберга в Митаву. Но возобладало всё-таки лифляндское рыцарство: немецкоязычный государственный университет для прибалтийских губерний был основан не в Митаве — в 1802 году был создан Дерптский университет. Именно поэтому «курляндцы» сначала очень нерешительно направлялись для обучения в Дерпт.
В 1803 году в Российской империи были учреждены учебные округа. Территория Курляндской губернии была отнесена вподчинение Дерптскому (позже Рижскому) учебному округу. В 1806 году Academia Petrina была преобразована в Высшую митавскую гимназию (Gymanasium illustre). В 1837 году она была переименована в Митавскую губернскую мужскую гимназию (Gouvernements-Gymnasium). До 1887 года преподавание велось на немецком языке, а затем, в ходе русификации, он был заменён на русский.

## Здание академии
В январе 1773 года Пётр Бирон передал для нужд академии здание своего старого дворца на Дворцовой улице (Палеяс, фр. rue des Palais), где после возвращения из ссылки жил его отец Эрнст-Иоганн. Старое здание впоследствии было снесено, и к 1775 году придворный курляндский архитектор Северин Йенсен построил новое здание по проекту в стиле барокко с чертами классицизма. На первом этаже помимо учебных помещений находились также зал для танцев и фехтования, а также зал заседаний совета Академии; на втором этаже находится зал для празднеств, а также две аудитории — библиотека и карцер для провинившихся студентов. В куполе двухэтажной надвратной башни была оборудована астрономическая обсерватория.
Гимназия перестала существовать во время Первой мировой войны, когда была эвакуирована в Таганрог. Здание гимназии пережило пожар в 1919 году, когда сгорели библиотечный архив, коллекции и т. д. В 1922 году была основана Елгавская классическая гимназия, которой отдали бывшее здание академической гимназии.
В 1944 году здание снова сгорело. В 1949-51 годах оно было восстановлено, реставрированы первоначальный внешний облик и перекрытие купола башни. Внутренняя планировка была приспособлена для размещения коллекции музея.

## Известные преподаватели и студенты
В Academia Petrina преподавали многие известные профессора, например, немецкий лютеранский теолог Иоганн Беньямин Коппе, автор ряда фундаментальных трактатов по богословским вопросам, а также другой видный теолог, кёнигсбергский писатель, просветитель и публицист Иоганн Аугуст фон Штарк. Математику с 1774 года преподавал Вильгельм Бейтлер.
Естественные науки преподавал профессор Иоганн Якоб Фербер, философию — профессор Г. Гартман, греческий язык и литературу — Й. Коппе. Местные кадры были представлены профессором риторики Й. Тилингом, профессором теологии Й.Швемшухом, латыни — M. Ватсоном. Такой убедительный преподавательский состав сразу выделил Академию среди прочих учебных заведений. Многие труды академической профессуры — например, дрифтовая теория Фербера, его труды по минералогии, геологии, горному делу — сохранили значение по сей день. Бейтлер стал основателем Митавской астрономической обсерватории и привлёк в неё талантливого механика Э.Бинемана, сконструировавшего первые воздушные шары, первые громоотводы в Курляндии.
Среди известных студентов и выпускников: барон А. Ф. Корф, К. Х. Шиман, Е. Ф. Фелькерзам, Янис Дзирне, Либеготт Шульц. Также в гимназии учились будущие президенты независимой Латвии (Я. Чаксте, А. Квиесис) и Литвы (А. Сметона), видные политики В. Олавс, А. Ниедра, Ф. Вейнберг, известные военные деятели А. Плехавичюс.

## Оценки
«К сожалению, в 1801 году Елгаву в конкуренции обошёл Дерпт, где был создан славный университет и учились многие и многие выходцы из Латвии (примерно 1400 человек). Более 100 лет это был общий центр высшего образования и науки Эстонии и Латвии, который ныне находится в Эстонии, и эстонцы в интеллектуальном смысле поднялись выше латышей, до наших дней обеспечивая науке больший престиж, почитание и правильнейшее развитие, чем это наблюдается в Латвии». Академик Я.Страдынь. 